# Jemiołuszka japońska
Jemiołuszka japońska (Bombycilla japonica) – gatunek niewielkiego, wędrownego ptaka z rodziny jemiołuszek (Bombycillidae), zamieszkujący wschodnią Azję. Bliski zagrożenia wyginięciem.

## Systematyka
Gatunek ten po raz pierwszy zgodnie z zasadami nazewnictwa binominalnego opisał w 1824 roku Philipp Franz Balthasar von Siebold, nadając mu nazwę Bombycivora japonica. Jako miejsce typowe autor wskazał „Fyco ac Tsikuzen” – obecnie są to tereny prefektur Kumamoto i Fukuoka na japońskiej wyspie Kiusiu. Obecnie gatunek umieszczany jest w rodzaju Bombycilla – jedynym w monotypowej rodzinie jemiołuszek. Nie wyróżnia się podgatunków.

## Występowanie
Jemiołuszka japońska zamieszkuje północno-wschodnią i środkowo-wschodnią Azję. Gatunek ten jest lęgowy we wschodniej Jakucji, w Dolinie Amuru, na dalekim wschodzie Rosji i prawdopodobnie w północno-wschodnich Chinach oraz północno-zachodniej Korei Północnej. Zimuje w Japonii, Korei, północno-wschodnich i wschodnich Chinach, choć nie jest generalnie ptakiem pospolicie spotykanym ze względu na niewielki zasięg występowania.
Komisja Faunistyczna Sekcji Ornitologicznej Polskiego Towarzystwa Zoologicznego wymienia ją na liście gatunków stwierdzonych w Polsce, lecz nie zaliczonych do awifauny krajowej (kategoria E w klasyfikacji AERC – pojaw nienaturalny).

## Morfologia
WyglądObie płcie ubarwione jednakowo. Ciało brązoworóżowe, na głowie długi czub. Pasek oczny i gardło czarne. Rdzawoczerwone duże pokrywy i różowoczerwone zakończenie ogona. Często spotykane w mieszanych stadach z jemiołuszkami, które są nieznacznie większe, mają żółto zakończony ogon i nie mają rdzawoczerwonego paska na skrzydłach.
Wymiary średnie
- Długość ciała ok. 18 cm
- Rozpiętość skrzydeł 29 cm
- Masa ciała ok. 45 g

## Ekologia i zachowanie
BiotopLatem lasy iglaste, tajga, zimą w stadach.
GniazdoNa drzewach iglastych, zbudowane z gałązek, trawy i porostów.
JajaJeden lęg w roku, jaja w liczbie 4 do 5.
WysiadywanieJaja wysiadywane są przez okres 14 dni przez samicę.
PożywienieLatem owady i borówki. Zimą jagody drzew.

## Status zagrożenia
Międzynarodowa Unia Ochrony Przyrody (IUCN) klasyfikuje jemiołuszkę japońską jako gatunek bliski zagrożenia (NT – Near Threatened). Liczebność populacji nie została oszacowana, ale ptak ten opisywany jest jako zazwyczaj rzadki, choć lokalnie, w dogodnym środowisku może być pospolity. BirdLife International ocenia trend liczebności populacji jako przypuszczalnie spadkowy. Ptak ten prawdopodobnie nie zdążył jeszcze odbudować populacji po masowych polowaniach dla barwnych piór na początku XIX wieku. Jest zagrożony przez zanik siedlisk powodowanych niekontrolowaną gospodarką leśną, jednak najważniejszą przyczyną zagrożenia są nielegalne odłowy w Chinach i Korei do lokalnego i międzynarodowego handlu dla celów hodowlanych.